# 센세키선
센세키선(일본어: 仙石線)은 일본의 미야기현 센다이시 아오바구에 있는 아오바도리역에서 센다이역을 경유하여 미야기 현 이시노마키시에 있는 이시노마키역을 잇는 동일본 여객철도의 철도 노선이다. 그외 리쿠젠야마시타역과 이시노마키항역 사이에 일본화물철도가 보유하는 화물 지선이 있다.
2011년 3월 11일에 일어난 동일본 대지진 및 쓰나미 영향으로 2013년 기준으로 다카기마치 ~ 리쿠젠오노 구간의 운행을 휴지하고 있다.

## 개요
- 관할 및 노선 거리 (영업 km) : 전장 49.0 km (제1종 철도사업 구간, 지선 포함)
  - 동일본 여객철도 (센다이 지사) :
    - 아오바도리 역 - 이시노마키 역 49.0 km (제1종 철도사업)

  - 일본화물철도 :
    - 리쿠젠야마시타 역 - 이시노마키 항 역 1.8 km (제1종 철도사업)
    - 리쿠젠야마시타 역 - 이시노마키 역 (1.4 km) (선로는 자기 보유가 아닌 제2종 철도사업)
- 궤간 : 1067 mm
- 정거장 : 32개 역
  - 여객 역 : 31개 역 (기, 종점을 포함)
  - 화물 역 : 1개 역 (이시노마키 항 역)
- 복선 구간 : 아오바도리 역 - 히가시시오가마 역
- 전철화 구간 : 아오바도리 ~ 이시노마키 구간, 직류 1,500V
  - 동일본 대지진 이후 운행 복귀하였을 때는 아오바도리 ~ 다가키마치 구간만이 전철화 구간이고, 리쿠젠오노 ~ 이시노마키 구간은 전철화되지 않는 상태로 복귀. (2015년 5월 29일까지)
- 폐색 방식
  - 아오바도리 역 - 히가시시오가마 역 : 복선 자동 폐색식
  - 히가시시오가마 역 - 이시노마키 역 : 자동 폐색식 (특수)
- 보안 장치 :
  - 아오바도리 ~ 히가시시오가마: ATACS(2011년 10월 10일 도입)
  - 히가시시오가마 ~ 이시노마키: ATS-SN
- CTC 센터 : 미야기노 총합 사무소에 있음
- 최고속도 : 95km/h

## 특징
노선 이름은 센다이 시(仙台市)의 仙과 이시노마키 시(石巻市)의 石의 음독을 각각 딴 것이다.
아오바도리 역과 리쿠젠하라노마치역 사이는 지하 구간인데, 터널 폭이 넓은 게 특징이다. 연선 지역 중 하나인 마쓰시마정에는 일본 삼경의 하나인 마쓰시마섬이 있으며 마쓰시마 해안 역이 가깝다.

## 운행
동일본 대지진 이전은 모든 여객 열차가 아오바도리역이 시종착역으로 하고 있었다. 대부분이 다가조역이나 히가시시오가마역까지만 구간 운행하는 열차이며 전 구간을 운행하는 열차는 쾌속 열차와 보통 열차를 합해서 보통 30분 간격으로 운행이 되고 있었다. 고즈루신덴 역 근처에 있는 차량기지인 센다이 차량센터 미야기노 파출소에서 입·출고 하기 위하여 아오바도리 역과 고즈루신덴 역 같을 운행하는 열차도 있다.
동일본 대지진 이후는 아오바도리 ~ 다카기마치 구간과 리쿠젠오노 ~ 이시노마키 구간이 운행된다. 리쿠젠오노 ~ 이시노마키 구간은 전력 시설도 쓰나미 피해를 입어서 전력 공급이 안 되는 상태이므로 전동차 대신 디젤 동차로 운행된다.
임시 단체 열차가 히가시시오가마 역 - 이시노마키 역 사이를 운행한 적이 있다. 그외 키야 E193계 전기 궤도 총합 검측차가 전 구간을 시운전한 적이 있다.

## 차량
- 205계 3100번대 전동차(전 구간)
- HB-E210계 동차(센세키 도호쿠 라인, 다카기마치 ~ 이시노마키)

전 구간 205계 3100번대 전동차 76량이 4량 편성으로 운행된다. 2015년 5월 30일 이후는 센세키 선과 도호쿠 본선을 직접 접속하는 센세키 도호쿠 라인 개통함에 따라 HB-E210계 동차가 도입되었다. 다카기마치~시오가마역 근처에 연결 선로가 있다.

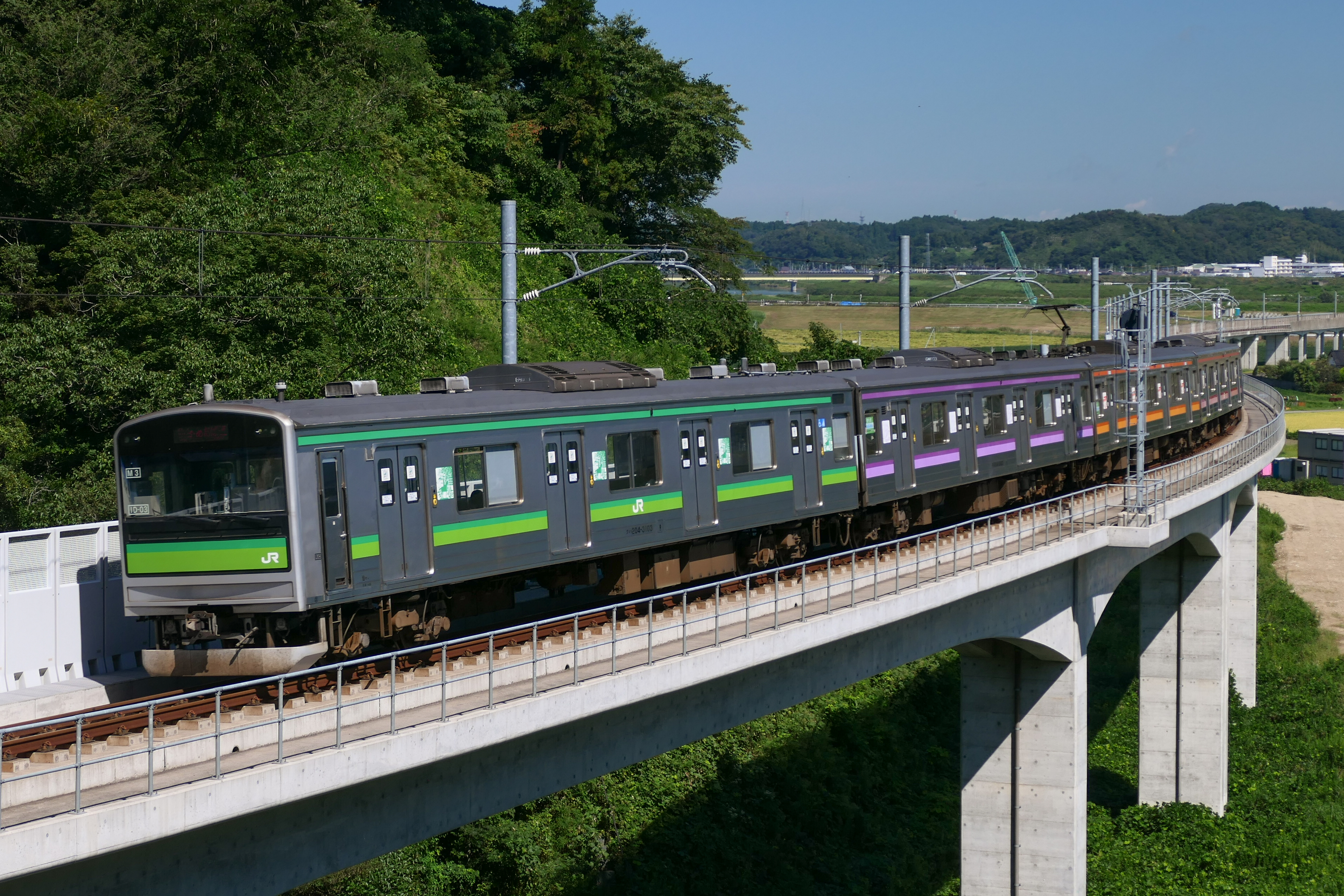
205계 3100번대 전동차(M3편성, 2021년 9월 12일)
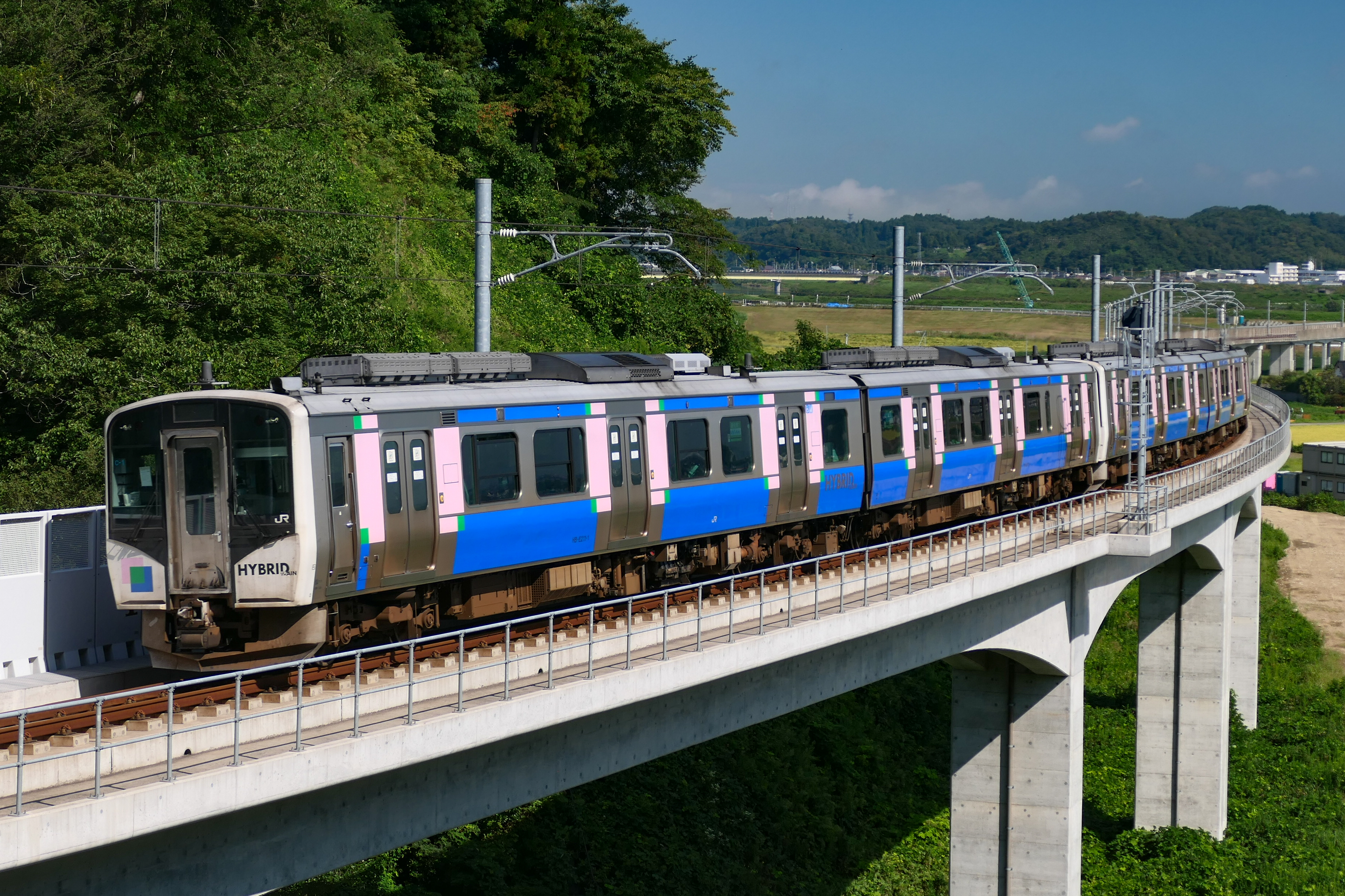
HB-E210계 동차(2021년 9월 12일)

동일본 대지진 이후는 2015년 5월 29일까지 아오바도리 ~ 다카기마치 구간은 205계 3100번대 전동차 72량이 4량 편성으로 운행되었다. 리쿠젠오노 ~ 이시노마키 구간은 고고타 운수구(ja)에 소속하는 키하100계 동차로 운행되었다.

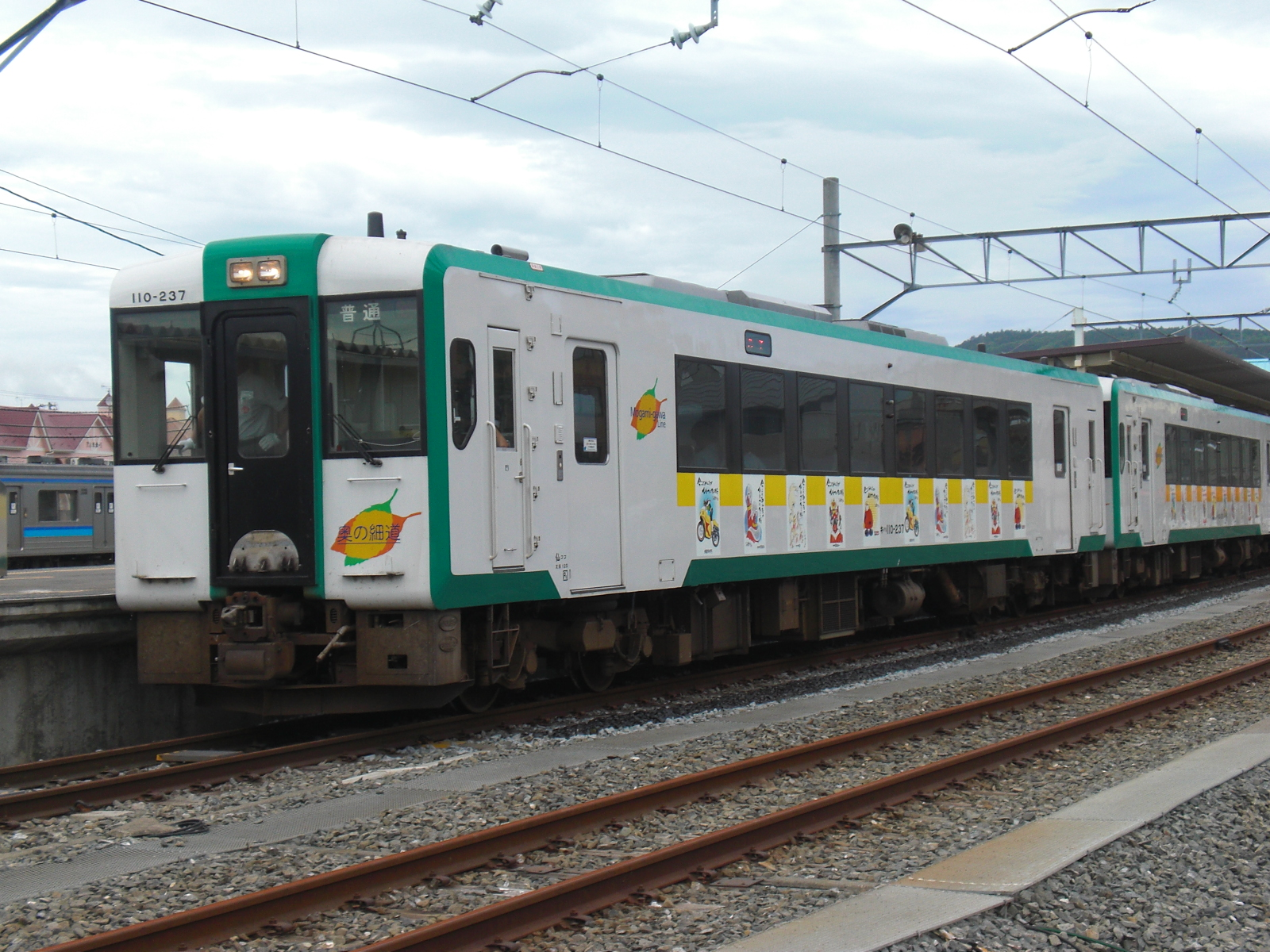
동일본 대지진 이후 리쿠젠오노 ~ 이시노마키 구간에서 운행되었던 키하100계 동차(2011년 7월 19일)

## 연표
- 1925년 : 민영 철도인 미야기 전기 철도에 의해 센다이 - 니시시오가마 개통
- 1928년까지 : 이시노마키 역까지 연장 개통
- 1934년 : 현재의 이시노마키 항 역에 이르는 화물 지선 개통
- 1944년 : 국유화되어 센세키 선으로 개칭
- 1966년 : 니가타케 역 부근의 고가 화 완공
- 1981년 : 니시시오가마 역 - 히가시시오가마 역 고가, 복선 화 완공. 이므로 센다이역 - 히가시시오가마 역 사이가 복선이 됨
- 1983년 : 전 구간 자동 폐색화 완공
- 1987년 : 동일본 여객철도 및 일본화물철도 주식회사가 노선을 승계
- 1990년 : 이시노마키 역을 이시노마키 선 역사와 통합
- 1991년 : 차량기지 현재 위치로 이전
- 2000년 3월 11일 : 센다이역 - 리쿠젠하라노마치 역 지하화 완공, 아오바도리 역 - 센다이역 연장 개통
  - 전 구간 CTC화
- 2002년부터 : 205계 3100번대 전동차 첫 투입
- 2004년 경 : 차량기지가 현재 이름으로 개칭
- 2009년 : 여객 차량 가 205계 3100번대 로 통일
  - 다가조 역 상행 고가 선 사용 개시
- 2011년
  - 3월 11일: 동일본 대지진 및 쓰나미 피해를 입어서 전 구간의 운행이 휴지.
  - 3월 28일: 아오바도리 ~ 고즈루신덴 구간이 운행 복귀.
  - 4월 19일: 고즈루신덴 ~ 히가시시오가마 구간이 운행 복귀.
  - 5월 28일: 히가시시오가마 ~ 다카기마치 구간이 운행 복귀.
  - 7월 16일: 야모토 ~ 이시노마키 구간이 전철화되지 않는 상태로 운행 복귀.
  - 10월 10일: 아오바도리 ~ 히가시시오가마 구간에 ATACS(아타크스) 도입.
- 2012년
  - 3월 17일: 리쿠젠오노 ~ 야모토 구간이 전철화되지 않는 상태로 운행 복귀.
  - 4월 8일: 다가조 역 하행선 입체화.
- 2014년
  - 3월 15일: B쾌속 폐지.
  - 4월 1일: 전 구간이 센다이 근교 구간(仙台近郊区間)에 포함.
- 2015년
  - 3월 14일: 노선 거리 변경.(50.2km → 49.0km)
  - 5월 30일: 다카기마치 ~ 리쿠젠오노 구간이 운행 복귀, 센세키 도호쿠 라인 개통, 센세키 선만을 달리는 쾌속 열차를 폐지.
- 2016년 3월 26일: 리쿠젠아카이 ~ 헤비타 사이에 이시노마키아유미노 역 설치.

### 동일본 대지진 피해
2011년 3월 11일에 일어난 동일본 대지진으로 큰 피해를 입었다.
노비루 ~ 도나 구간을 운행 중이던 아오바도리 행 보통 열차(운행 번호 1426S, 205계 M9편성)가 쓰나미를 입어서 탈선 및 대파되었다(다음날 3월 12일부로 폐차). 그리고 이시노마키 역에 있던 M7편성도 쓰나미를 입어서 대파되지는 않았으나 주행불능상태가 되었다. 그리고 노비루 ~ 리쿠젠오노 구간을 운행 중이던 이시노마키 행 쾌속열차(운행 번호 3353S, M16편성)가 고립되었다.
2012년 4월 기준으로, 센세키 선은 아오바도리 ~ 다카기마치 구간 및 리쿠젠오노 ~ 이시노마키 구간이 운행을 재개했다. 그러나 리쿠젠오노 ~ 이시노마키 구간은 리쿠젠아카이역에 있는 변전소가 피해를 입어서 전철화 시설에 전력 공급이 안 되므로 전동차로 운행함이 안 되는 상태이다.
2014년 기준으로 운행이 중단하고 있는 다카기마치 ~ 리쿠젠오노 구간에 대하여 동일본 여객철도(JR동일본) 센다이 지사는 일부 구간을 내륙부에 이설시켜서 2015년 ~ 2016년에 복귀시킴을 밝혔다. 공사 비용은 100억 엔을 넘을 것으로 보인다고 한다. 쓰나미(해일)로 선로나 역사, 승강장이 유실됨으로 큰 피해를 입은 리쿠젠오쓰카 ~ 리쿠젠오노 구간을 내륙부에 이설한다. 이에 따라서 도나 역과 노비루 역도 내륙부에 이설된다.

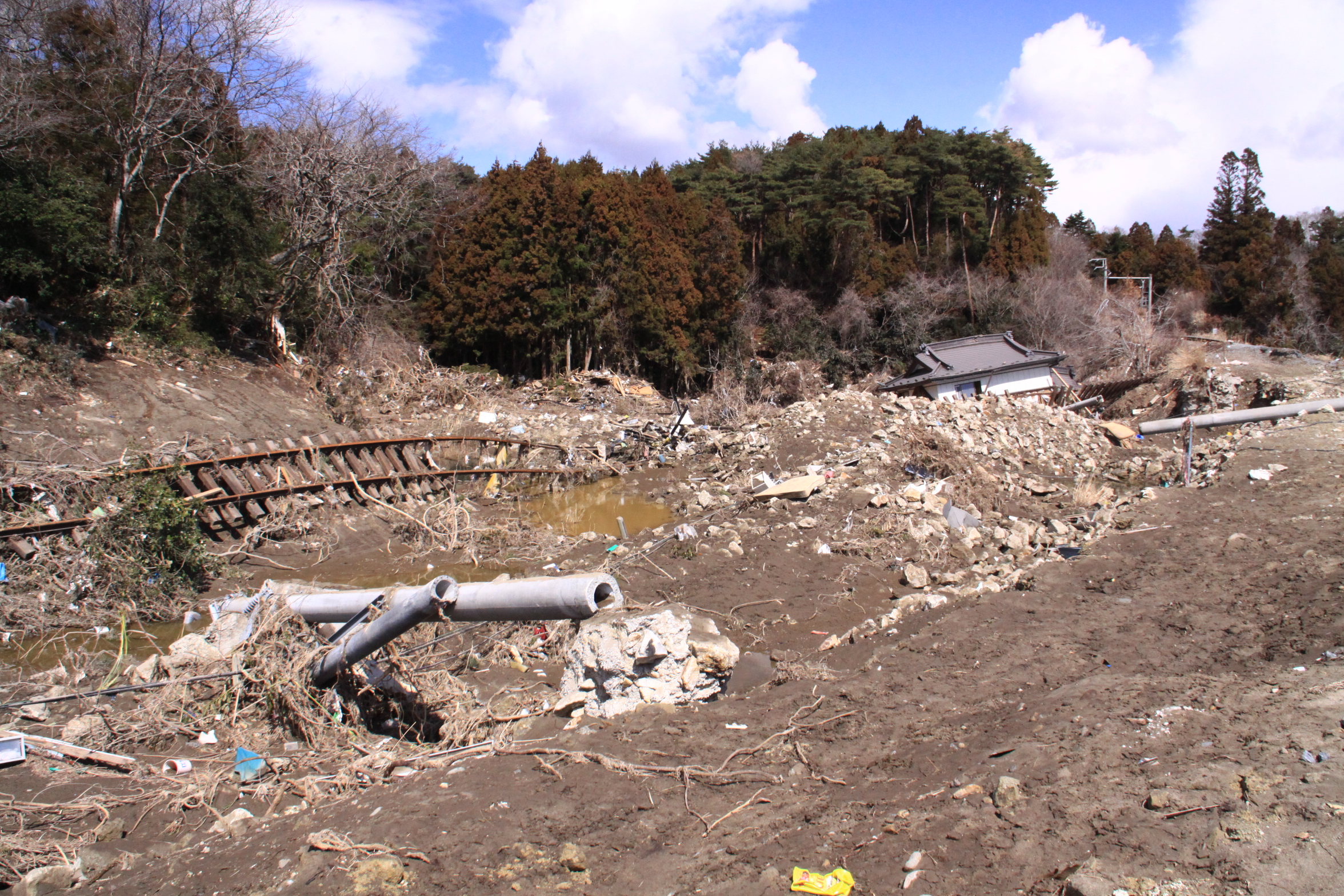
쓰나미(해일)로 선로가 유실·대파된 센세키 선 모습(2011년 3월 27일)
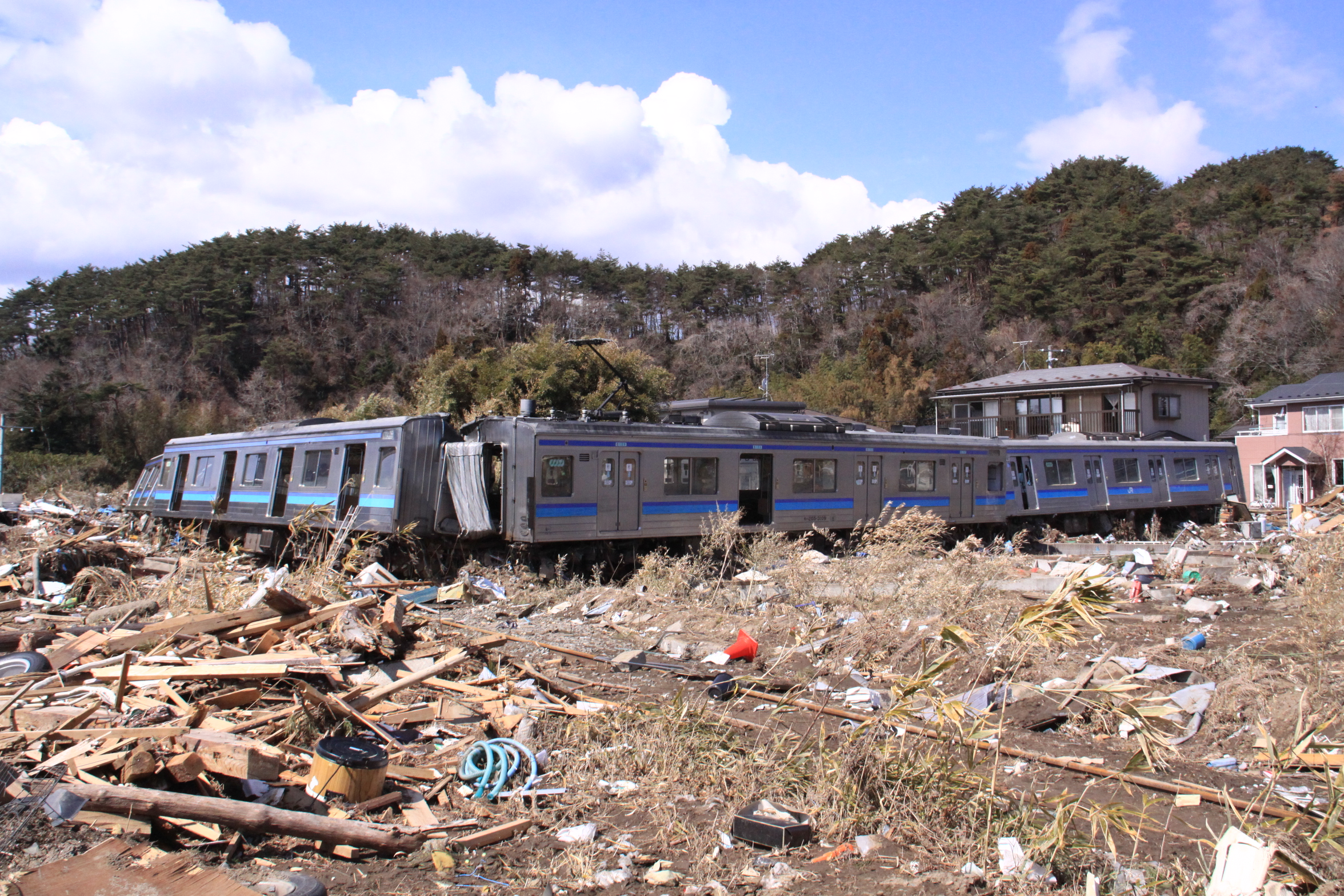
쓰나미(해일)로 탈선·대파된 아오바도리 행 전철 모습(205계 전동차 M9편성, 2011년 3월 27일)
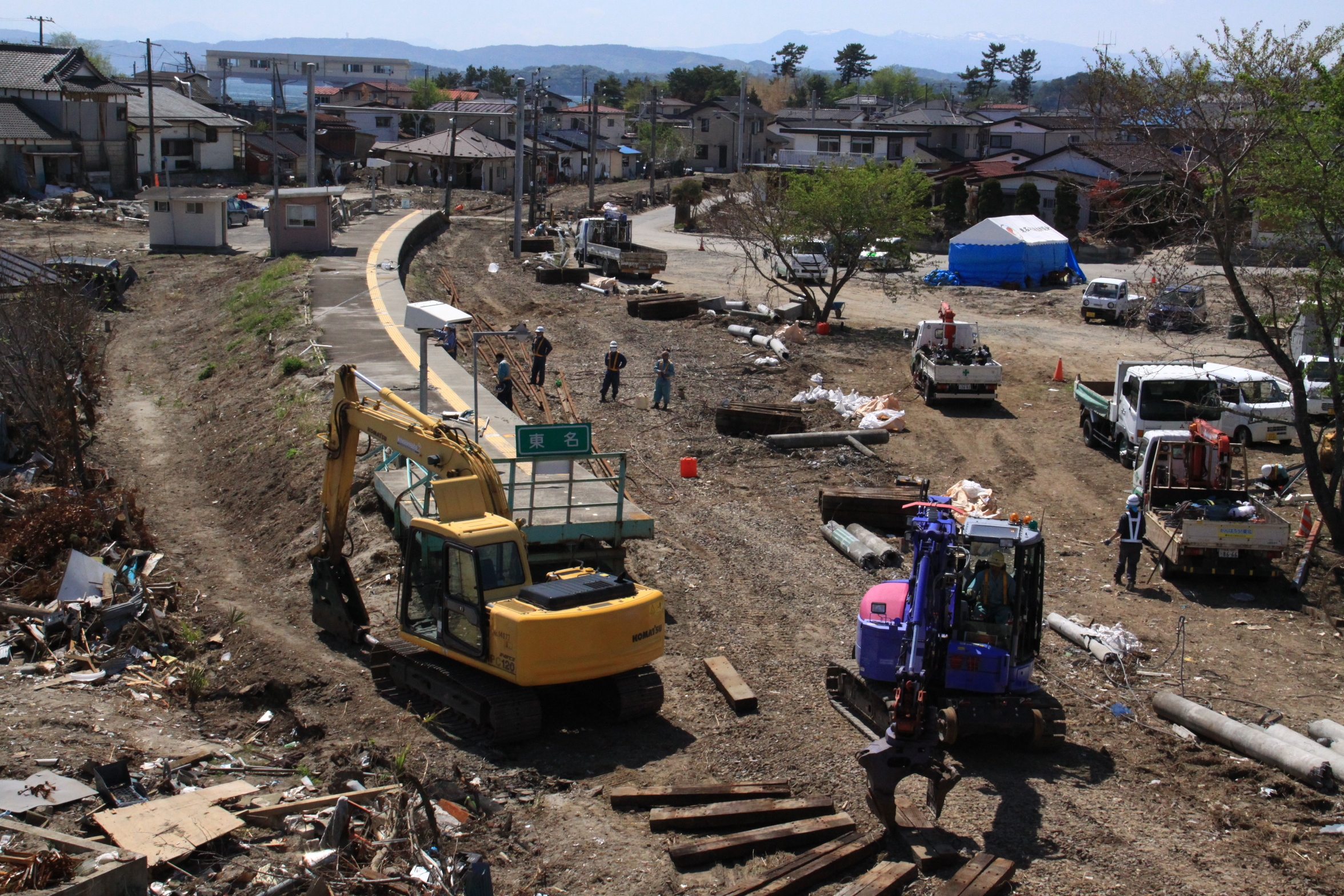
쓰나미(해일)로 큰 피해를 입은 도나 역 해제 공사 모습(2011년 5월 25일)
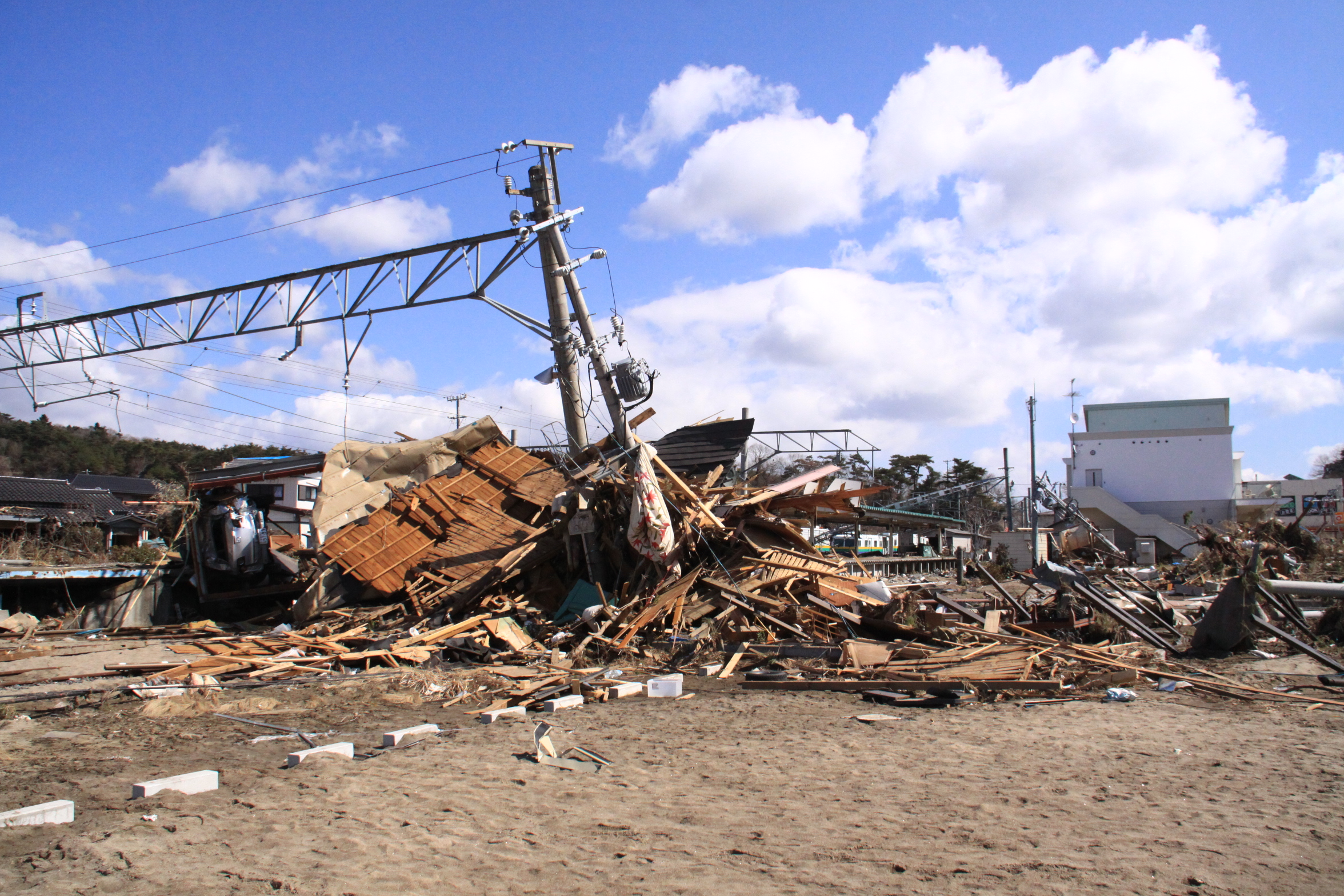
쓰나미(해일)로 큰 피해를 입은 노비류 역 모습(2011년 3월 27일)
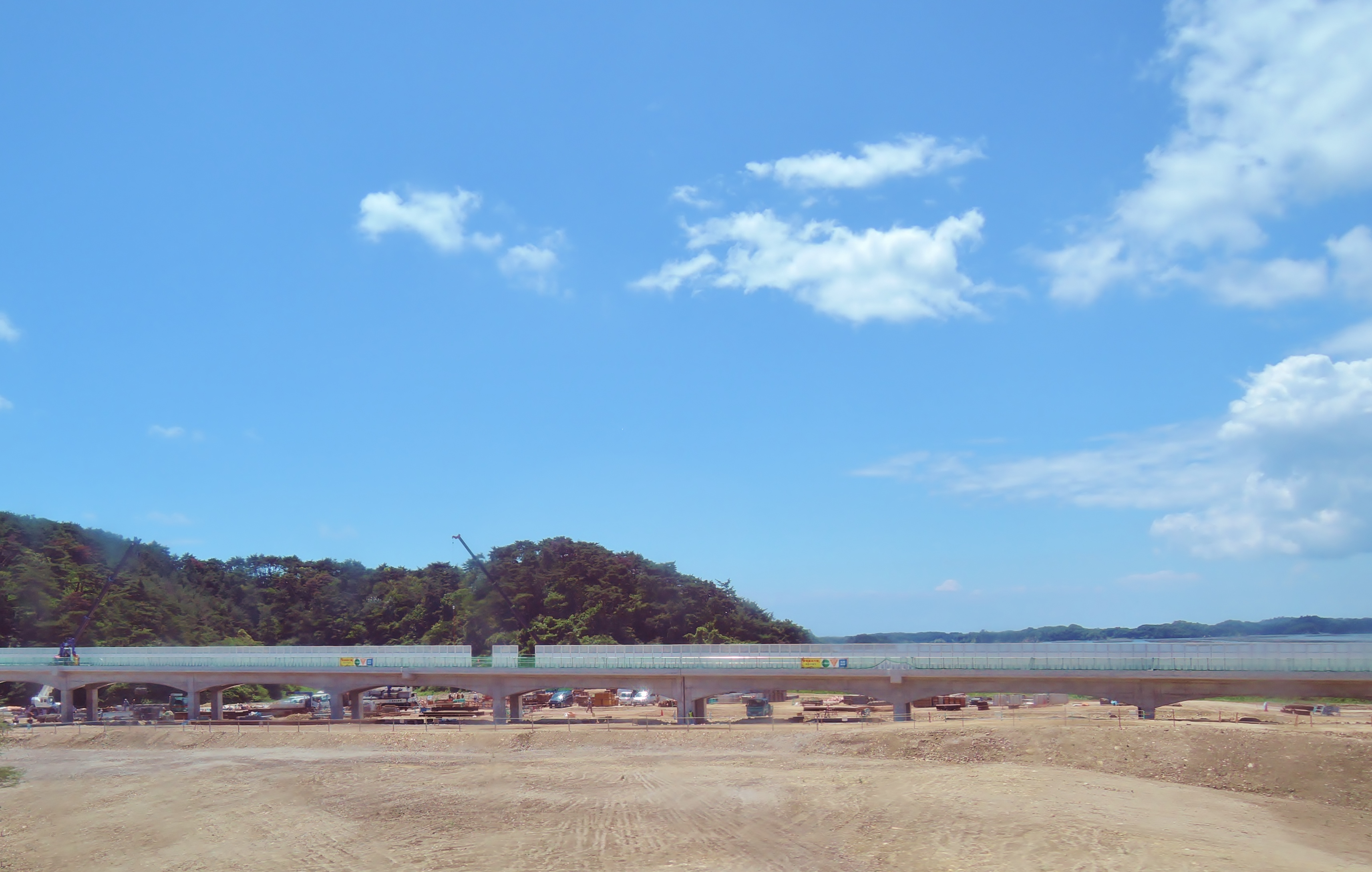
이설 북귀 공사 중인 센세키 선(리쿠젠오쓰카 ~ 리쿠젠오노 구간) 모습(2014년 7월 1일)

## 역 목록
- 모든 역이 미야기현에 있음
- : 센다이시내 역
- 쾌속 범례: ●: 정차, │: 무정차통과, ■: 도호쿠 본선 승강장 사용
- * :도호쿠 본선(센세키 도호쿠 라인) 경유 거리.

| 지상 / 지하 | 역명               | 일본어 역명  | 역간 거리 | 아오바도리 기준 누적 거리 | 영업 기준 누적 거리*                    | 쾌속       | 특별 쾌속                           | 접속 노선                                   | 소재지           | 소재지                             |
| ----------- | ------------------ | ------------ | --------- | ------------------------- | --------------------------------------- | ---------- | ----------------------------------- | ------------------------------------------- | ---------------- | ---------------------------------- |
| 지하 구간   | 아오바도리         | あおば通     | 0.0       | 0.0                       |                                         | ■          | ■                                   | 센다이 시 교통국 지하철 난보쿠 선(센다이역) | 센다이시         | 아오바구                           |
| 지하 구간   | 센다이             | 仙台         | 0.5       | 0.5                       |                                         |            | 도호쿠 신칸센, 도호쿠 본선, 센잔 선 | 미야기노구                                  | 센다이시         |                                    |
| 지하 구간   | 쓰쓰지가오카       | 榴ヶ岡       | 0.8       | 1.3                       |                                         |            |                                     | 미야기노구                                  | 센다이시         |                                    |
| 지하 구간   | 미야기노하라       | 宮城野原     | 1.1       | 2.4                       |                                         |            |                                     | 미야기노구                                  | 센다이시         |                                    |
| 지하 구간   | 리쿠젠하라노마치   | 陸前原ノ町   | 0.8       | 3.2                       |                                         |            |                                     | 미야기노구                                  | 센다이시         |                                    |
| 지상 구간   | 니가타케           | 苦竹         | 0.8       | 4.0                       |                                         |            |                                     | 미야기노구                                  | 센다이시         |                                    |
| 지상 구간   | 고즈루신덴         | 小鶴新田     | 1.6       | 5.6                       |                                         |            |                                     | 미야기노구                                  | 센다이시         |                                    |
| 지상 구간   | 미야기노 신호장    | 宮城野信号場 | -         | 6.8                       | 센다이 차량 센터 미야기노 파출소에 분기 |            |                                     | 미야기노구                                  | 센다이시         |                                    |
| 지상 구간   | 후쿠다마치         | 福田町       | 2.1       | 7.7                       |                                         |            |                                     | 미야기노구                                  | 센다이시         |                                    |
| 지상 구간   | 리쿠젠타카사고     | 陸前高砂     | 0.9       | 8.6                       |                                         |            |                                     | 미야기노구                                  | 센다이시         |                                    |
| 지상 구간   | 나카노사카에       | 中野栄       | 1.7       | 10.3                      |                                         |            |                                     | 미야기노구                                  | 센다이시         |                                    |
| 지상 구간   | 다가조             | 多賀城       | 2.3       | 12.6                      | 다가조시                                | 다가조시   |                                     |                                             |                  |                                    |
| 지상 구간   | 게바               | 下馬         | 1.8       | 14.4                      | 다가조시                                | 다가조시   |                                     |                                             |                  |                                    |
| 지상 구간   | 니시시오가마       | 西塩釜       | 0.8       | 15.2                      | 시오가마시                              | 시오가마시 |                                     |                                             |                  |                                    |
| 지상 구간   | 혼시오가마         | 本塩釜       | 0.8       | 16.0                      | 시오가마시                              | 시오가마시 |                                     |                                             |                  |                                    |
| 지상 구간   | 히가시시오가마     | 東塩釜       | 1.2       | 17.2                      | 시오가마시                              | 시오가마시 |                                     |                                             |                  |                                    |
| 지상 구간   | 리쿠젠하마다       | 陸前浜田     | 3.1       | 20.3                      | 미야기군                                | 리후정     |                                     |                                             |                  |                                    |
| 지상 구간   | 마쓰시마카이간     | 松島海岸     | 2.9       | 23.2                      | 미야기군                                | 마쓰시마정 |                                     |                                             |                  |                                    |
| 지상 구간   | 다카기마치         | 高城町       | 2.3       | 25.5                      | 미야기군                                | 마쓰시마정 | 24.2                                | ●                                           | ●                | 센세키 도호쿠 라인(시오가마 방면)  |
| 지상 구간   | 데타루             | 手樽         | 1.8       | 27.3                      | 미야기군                                | 마쓰시마정 | 26.0                                | │                                           | │                |                                    |
| 지상 구간   | 리쿠젠토미야마     | 陸前富山     | 1.3       | 28.6                      | 미야기군                                | 마쓰시마정 | 27.3                                | │                                           | │                |                                    |
| 지상 구간   | 리쿠젠오쓰카       | 陸前大塚     | 2.2       | 30.8                      | 29.5                                    | │          | │                                   | 히가시마쓰시마시                            | 히가시마쓰시마시 |                                    |
| 지상 구간   | 도나               | 東名         | 1.4       | 32.2                      | 30.9                                    | │          | │                                   | 히가시마쓰시마시                            | 히가시마쓰시마시 |                                    |
| 지상 구간   | 노비루             | 野蒜         | 1.2       | 33.4                      | 32.1                                    | ●          | │                                   | 히가시마쓰시마시                            | 히가시마쓰시마시 |                                    |
| 지상 구간   | 리쿠젠오노         | 陸前小野     | 2.6       | 36.0                      | 34.7                                    | ●          | │                                   | 히가시마쓰시마시                            | 히가시마쓰시마시 |                                    |
| 지상 구간   | 가즈마             | 鹿妻         | 1.6       | 37.6                      | 36.3                                    | │          | │                                   | 히가시마쓰시마시                            | 히가시마쓰시마시 |                                    |
| 지상 구간   | 야모토             | 矢本         | 2.6       | 40.2                      | 38.9                                    | ●          | ●                                   | 히가시마쓰시마시                            | 히가시마쓰시마시 |                                    |
| 지상 구간   | 히가시야모토       | 東矢本       | 1.4       | 41.6                      | 40.3                                    | │          | │                                   | 히가시마쓰시마시                            | 히가시마쓰시마시 |                                    |
| 지상 구간   | 리쿠젠아카이       | 陸前赤井     | 1.5       | 43.1                      | 41.8                                    | ●          | │                                   | 히가시마쓰시마시                            | 히가시마쓰시마시 |                                    |
| 지상 구간   | 이시노마키아유미노 | 石巻あゆみ野 | 2.1       | 45.2                      | 43.9                                    | │          | │                                   | 이시노마키시                                | 이시노마키시     |                                    |
| 지상 구간   | 헤비타             | 蛇田         | 1.4       | 46.6                      | 45.3                                    | ●          | │                                   | 이시노마키시                                | 이시노마키시     |                                    |
| 지상 구간   | 리쿠젠야마시타     | 陸前山下     | 1.0       | 47.6                      | 46.3                                    | ●          | │                                   | 이시노마키시                                | 이시노마키시     | 일본화물철도 : 센세키 선 화물 지선 |
| 지상 구간   | 이시노마키         | 石巻         | 1.4       | 49.0                      | 47.7                                    | ●          | ●                                   | 이시노마키시                                | 이시노마키시     | 이시노마키 선                      |

### 화물 지선 (일본화물철도)
- (화）: 화물 전용 역
- 모든 역이 미야기현 이시노마키시에 있음

| 역 이름               | 일어 역명 | 영업 km | 접속 노선                   |
| --------------------- | --------- | ------- | --------------------------- |
| 리쿠젠야마시타역      | 陸前山下  | 0.0     | 동일본 여객철도 : 센세키 선 |
| (화) 이시노마키 항 역 | 石巻港    | 1.8     |                             |